# Константин Сапунов
Константин Петров Сапунов е български драматичен актьор, режисьор и театрален деец.

## Биография
Роден е в Габрово през 1844 г. в семейството на Петър Сапунов, български просветен деец и издател и преводач на един от първите преводи на Евангелията на новобългарски език. 
През 1867 г. завършва Букурещката консерватория, специалност декламация и пеене. След това специализира във Виена и Италия. 
Занимава се с журналистика и литература. След Освобождението е офицер, работи като чиновник и театрален самодеец. През 1883 г. става помощник-управител на първата Българска театрална трупа в Пловдив. В същата година дебютира с ролята на Загуляев в „Робството на мъжете“ от Де Лери. В трупата работи до нейното разформиране през 1885 г. От 1886 г. се установява в София и организира любителски театрални представления. През 1889 г. е актьор в театър „Основа“. Ръководи и режисира полупрофесионалните трупи „Начало“, „Просвещение“, „Искра“. От 1892 г. играе на сцената на „Сълза и смях“. През 1907 г. работи като режисьор на Пловдивски общински театър. От 1904 до 1914 г. играе на сцената на Народния театър. 
Почива на 15 декември 1916 г. в Панчарево.

## Роли
Константин Сапунов играе множество роли, по-значимите са:
- Оргон – „Тартюф“ на Молиер
- Арпагон – „Скъперникът“ на Молиер
- Губета – „Лукреция Борджия“ на Виктор Юго
- Брабанцио – „Отело“ на Уилям Шекспир
- Исак, Петър и Добрин – „Иванко“ на Васил Друмев
- Странджата и Старият Бръчков – „Хъшове“ на Иван Вазов
- Дечко Граматикът – „Първите“ на Петко Тодоров[1]

## Постановки
- „Скъперникът“ на Молиер
- „Иванко“ на Васил Друмев
- „Михал“ на Сава Доброплодни[1]